# Allena till Gud sätt ditt hopp fast
Allena till Gud sätt ditt hopp fast är psalmernas "Gyllene A-B-C" anno 1695 av okänd författare men med tidigare förlagor dels i Per Brahes visbok från 1621, del i den så kallade "miniatyrpsalmboken" från 1626. Det antas att det kan finnas en tysk förlaga från 1597 likaväl som en svensk tidigare förlaga av Jakobus Erici från 1588.
Med 24 psalmverser i bokstavsordning från A-Z (utom J), ett så kallat akronym, gestaltas hela det lutherska budskapet i sedlighetslärande rimmad poesi, skriven i en tid då läskunnigheten behövde spridas. Visdomsord och ordspåk gör psalmen till en "luthersk Havamal" enligt Magnus von Platen.

## Publicerad i
- 1695 års psalmbok som nr 260 under rubriken "Psalmer om et Christeligit lefwerne - Thet gyllene A.B.C".